# Скандал навколо ЛІБОР
Скандал навколо ЛІБОР — являє собою реакцію на розкриття в ході слідства серії шахрайських дій пов'язаних з LIBOR (лондонською міжбанківською ставкою пропозиції).
ЛІБОР являє собою середню процентну ставку, яку розраховує Британська банківська асоціація на основі інформації наданої великими фінансовими організаціями. Скандал виник, коли з'ясувалося, що банки показують штучно завищені або занижені ставки, щоб підвищити прибуток з операцій або створити враження, що вони більш кредитоспроможні, ніж є насправді. ЛІБОР лежить в основі деривативів загальною сумою приблизно в 350 трильйонів доларів, її показники впливають на загальний рівень кредитних ставок по всьому світу.

## Історія
Перші підозри про вплив банків на ставку ЛІБОР виникли в 2008 році. На думку аналітиків, таким чином організації могли приховувати свої проблеми з фінансуванням, що сприяло розвитку фінансової кризи 2008 року.
Розслідування почалося в березні 2011 року, його почали Комісія з цінних паперів і бірж (SEC) США і міністерство юстиції США. Через чотири місяці в розслідуванні стали брати участь також Велика Британія, Японія і Євросоюз, а в лютому 2012 року — влада Швейцарії.
У ході розслідування перевіряли також чи не було шахрайства зі ставками TIBOR і EURIBOR. Слідчі почали перевірку банків UBS, Citigroup і Bank of America, потім вони зайнялося фінансовими організаціями Barclays, Royal Bank of Scotland, JPMorgan Chase і Deutsche Bank.
Наприкінці червня 2012 були доведені маніпуляції зі ставками ЛІБОР і EURIBOR з боку одного з провідних британських банків Barclays. Вибухнув скандал, що завершився штрафом для банку на суму 400 мільйонів євро і відходом у відставку його гендиректора Боба Даймонда. У ході слідства представники Barclays дали свідчення, про те що Банк Англії був обізнаний про події і схвалював їх дії.
У Франції скандал з махінаціями ставкою ЛІБОР розпочався у вересні 2012 року, коли на банк Société Générale була подана скарга регулятором.
Крім Barclays великий штраф за махінації ставкою отримав швейцарський банк UBS, який заплатив суму більше мільярда євро в грудні 2012 року

## Наслідки
Було поставлено питання про кримінальне переслідування осіб, що займаються махінаціями з ключовими кредитними ставками.
Голова Банку Англії Мервін Кінг запропонував скасувати ставку ЛІБОР, оскільки вона перестала нормально працювати.
Експерти відзначають, що в результаті тиску слідства і регуляторів досить «сірий» розрахунок ставки ЛІБОР став прозоріший.